# 장경욱 (군인)
장경욱(張璟旭, 1957년 2월 1일 ~ )은 대한민국 예비역 육군 소장 출신 군인이자 전(前) 주 이라크 대사이다.

## 역임 직위
- 2018년 10월 : 주 이라크 대한민국 특명전권대사[1]
- 2014년 9월 : 중원대 초빙교수[1]
- 2013년 11월 : 대한민국 예비역 육군 소장 (육군사관학교 제36기)[2]
- 2013년 4월 : 제 40대 국군기무사령관[2]
- 2012년 11월 : 유엔군사령부 군사정전위원회 수석대표 겸 한미연합사령부 부참모장[1]
- 2010년 12월 : 합동참모본부 정보본부 군사정보부장[1]
- 2008년 11월 : 국군정보사령관[1]
- 2007년 5월 : 합동참모본부 정보참모부 정보생산처장[1]
- 2006년 11월 : 제1군사령부 정보처장[1]
- 2004년 12월 : 합동참모본부 정보참모부 정보분석과장[1]
- 2003년 6월 : 제5군단 제705특공연대장[1]
- 2001년 11월 : 한미연합사 정보참모부 계획처장[1]
- 2000년 12월 : 수도방위사령부 정보처장[1]
- 1992년 12월 : 제2작전사령부 205 특공여단 제5대대장[1]

## 서훈
- 2003년 9월 : 미국 육군 공로훈장[1]
- 2008년 10월 : 보국훈장 천수장[1]